# Oksana Zholnovych
Oksana Ivanivna Zholnovych (en ucraniano: Оксана Іванівна Жолнович; Leópolis, Unión Soviética, 21 de febrero de 1979) es una política ucraniana. El 19 de julio de 2022, fue nombrada ministra de Política Social de Ucrania.

## Biografía
En 2001 se graduó en la Universidad de Leópolis. Posee el título de Doctora en Derecho.
De 2019 a 2020, fue asesora del Ministerio de Política Social de Ucrania en el ámbito de la protección de las personas con discapacidad.
De 2020 a 2022, fue jefa del Departamento de Política Social y Atención Médica de la Oficina del Presidente de Ucrania.
El 19 de julio de 2022, la Verjovna Rada de Ucrania nombró a Oksana Zholnovych ministra de Política Social de Ucrania. Esta decisión fue apoyada por 282 diputados.